# José Luis Ábalos
José Luis Ábalos Meco, né le 9 décembre 1959 à Torrent, est un homme politique espagnol.
Devenu député de la circonscription de Valence en 2009, il est nommé ministre de l'Équipement le 7 juin 2018 par Pedro Sánchez. Il laisse sa place au gouvernement pour redevenir député à la suite d'un remaniement en 2021.
Accusé de corruption, il est expulsé du groupe parlementaire socialiste en 2024 puis du Parti socialiste en 2025.

## Biographie

### Vie privée
Il est marié sous régime de la propriété communautaire. Il possède deux logements et deux locaux commerciaux à Valence ainsi qu'un autre logement à Madrid. Ábalos s'intéresse à la littérature et participe chaque année à la feria des Fallas de Valence.

### Profession
José Luis Ábalos Meco est professeur et consultant en coopération internationale. Il contribue occasionnellement dans le journal ABC en écrivant des articles d'opinion.

### Un début de carrière local
Il s'inscrit au PSOE en 1981.
De 1983 à 1987, il est chef de cabinet du délégué du gouvernement dans la Communauté valencienne Eugenio Burriel puis de 1988 à 1991, il exerce la même responsabilité pour le conseiller au Travail du gouvernement régional. À partir de 1989 et jusqu'en 1992, il est chargé de la direction de la Coopération internationale du gouvernement de la communauté autonome.
Il siège au conseil municipal de Valence du 4 juillet 1999 au 25 mai 2009 et comme député provincial à la députation de Valence de 2003 à 2007. Au conseil municipal, c'est lui qui élabore la stratégie socialiste pour réaliser l'opposition à la maire conservatrice Rita Barberá.
En 2000, il présente sa candidature au secrétariat général du PSPV-PSOE, bénéficiant de l'appui de Ciprià Ciscar, mais il est battu de dix voix par Joan Ignasi Pla. Il devient alors vice-secrétaire général, succédant à Antonio Mira-Perceval ; fonction qu'il quitte en 2004. En 2012, il est porté au secrétariat général de la fédération provinciale de Valence, prenant la suite de Carmen Martínez Ramírez.

### Député au congrès puis porte-parole

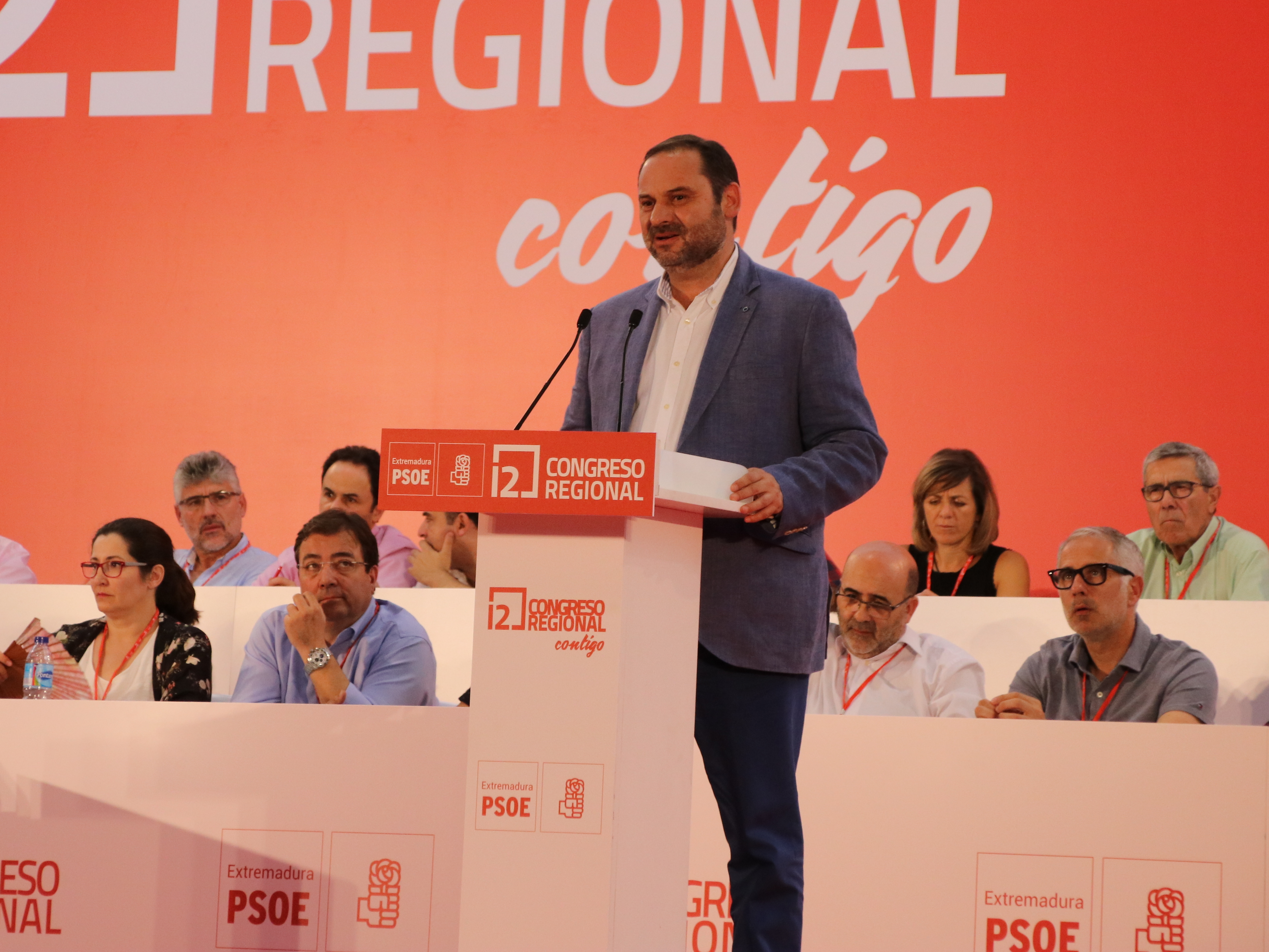
José Luis Ábalos lors du congrès du PSOE d'Estrémadure en 2017.

Le 25 mai 2009, il devient député pour Valence au Congrès des députés en remplacement de Inmaculada Rodríguez-Piñero Fernández, démissionnaire à la suite de sa nomination comme secrétaire générale aux Infrastructures. Il est réélu lors des élections de 2011, 2015 et 2016. Il abandonne alors son mandat de conseiller municipal. 
À la suite des élections de 2015, il intègre la direction du groupe socialiste et fait partie du cercle de confiance de Pedro Sánchez. Il refuse de s'abstenir lors du vote d'investiture de Mariano Rajoy contrevenant aux ordres du comité fédéral socialiste et vote contre comme quatorze autres de ses collègues. Il se maintient alors très proche de Sánchez et le convainc de présenter une nouvelle candidature au secrétariat général socialiste. Il organise alors les meetings de Sánchez principalement dans la Communauté valencienne et anime les groupements socialistes restés fidèles à l'ex-secrétaire général à le soutenir de nouveau.
Peu après la victoire de Pedro Sánchez lors du 39e congrès du PSOE en 2017, il est nommé porte-parole provisoire du groupe socialiste au Congrès des députés. Il assume ces fonctions à partir du 25 mai. Après la tenue du congrès, il est nommé secrétaire à l'Organisation et numéro trois du parti. En conséquence, il quitte son poste de porte-parole parlementaire, charge qui revient à l'ancienne magistrate Margarita Robles.

### Opération Delorme
Le 20 février 2024, Koldo García Izaguirre, ancien conseiller d'Ábalos, et son épouse sont arrêtés par des agents de la Garde civile, soupçonnés d'avoir perçu illégalement des commissions sur la vente de masques pendant la pandémie de COVID-19. Face à des appels massifs à la démission, Ábalos démissionne de son poste de président de la commission parlementaire de l'Intérieur, mais refuse de démissionner de son siège de député et quitte le groupe parlementaire socialiste pour intégrer le groupe mixte. Sept jours plus tard, le PSOE suspend Ábalos, ce que ce dernier a condamné, car il n'avait pas encore été inculpé.
Le 23 octobre, l'Audience nationale demande au Tribunal suprême d'enquêter sur José Luis Ábalos pour son rôle dans l'affaire Koldo. Le 7 novembre 2024, le Tribunal suprême ouvre une procédure contre Ábalos pour suspicion de corruption, de détournement de fonds, de trafic d'influence et de crime organisé.

## Distinctions
- Grand-croix de l'ordre de Charles III